# Arpin
Arpin è un comune degli Stati Uniti, situato in Wisconsin e in particolare nella Contea di Wood.